# Polytolypa
Polytolypa es un género monotípico de hongos que contiene la única especie Polytolypa hystricis. Clasificado por primera vez en la familia Onygenaceae, a partir de 2008 se considera que pertenece a Ajellomycetaceae, aunque sigue habiendo incertidumbre en cuanto a sus relaciones filogenéticas con otros géneros similares. Esta especie sólo se conoce a partir de un único espécimen obtenido en laboratorio de un ejemplar de estiércol de puercoespín norteamericano, Erethizon dorsatum, recogido en Ontario (Canadá). Polytolypa hystricis contiene compuestos bioactivos que tienen actividad antifúngica.

## Taxonomía, filogenia y nomenclatura

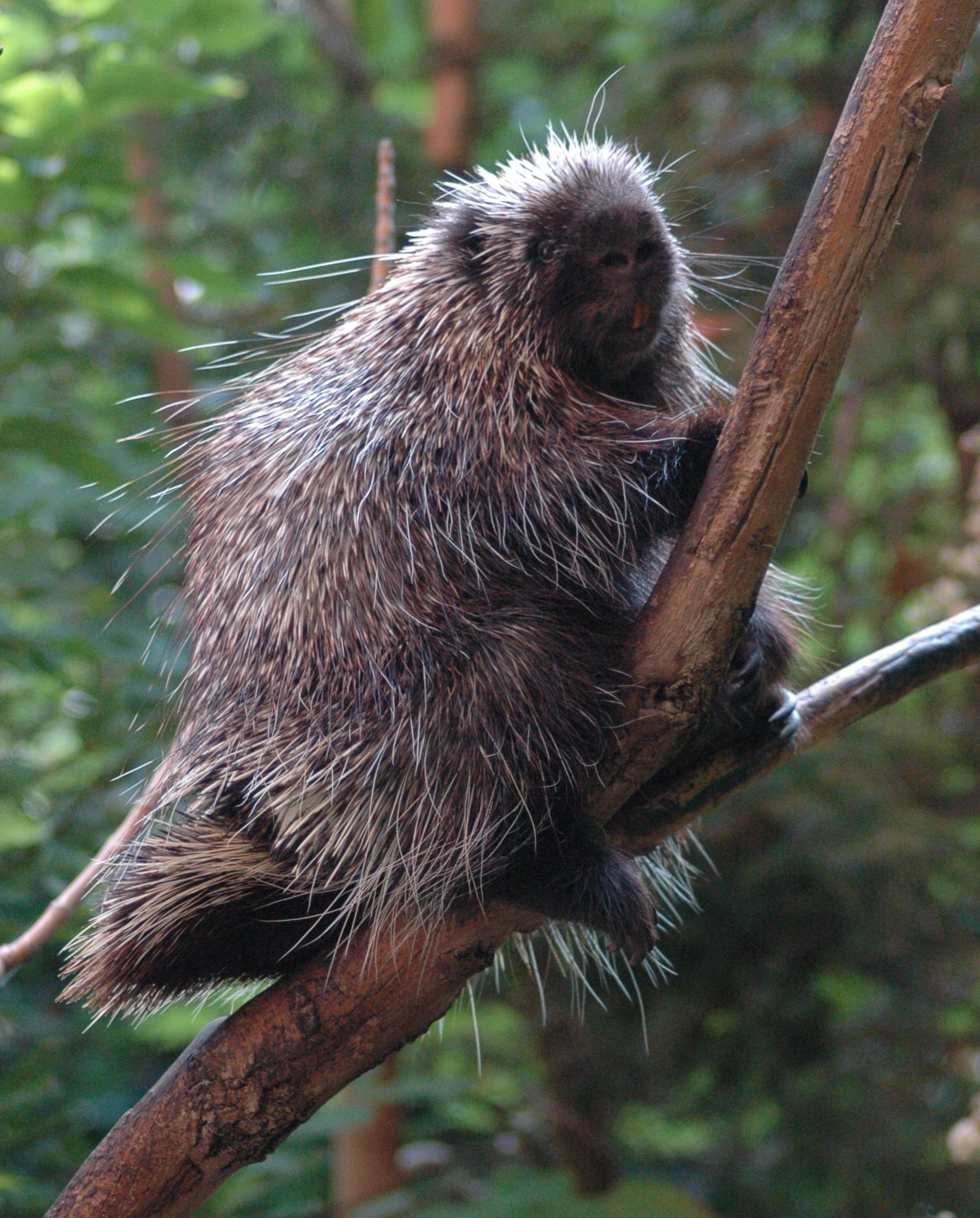
Polytolypa hystricis se cultivó inicialmente a partir del estiércol del puercoespín norteamericano, Erethizon dorsatum (en la foto).

El género fue descrito por primera vez en 1993 por los micólogos de la Universidad de Toronto J.A. Scott y D.W. Malloch, que cultivaron el hongo en cultivos de cámara húmeda de estiércol de puercoespín recogido en Stoneleigh, Ontario, Canadá. El nombre genérico Polytolypa procede de la palabra griega poly (πολυ), que significa «muchos», y tolype (τολυπη), que significa «madeja de hilo». El epíteto específico hystricis procede del griego hystrix (υστριξ), o «puercoespín».
El género se ha clasificado en las Onygenaceae, una familia de hongos caracterizada por especies capaces de digerir pelo humano in vitro, y con esporas punteadas (con diminutas perforaciones superficiales) cuando se observan con microscopía electrónica de barrido. Sin embargo, tal y como demostraron Scott y sus colegas utilizando pruebas de laboratorio tradicionales para determinar la actividad queratinolítica, P. hystricus no es capaz de digerir el pelo. Todavía existe incertidumbre en cuanto a sus relaciones filogenéticas con otros géneros similares. Se cree que Polytolypa está evolutivamente más estrechamente relacionado con los géneros Malbranchea y Spiromastix. La agrupación de Polytolypa y Spiromastix representa un clado hermano del clado Ajellomyces, basado en el análisis de datos parciales de la secuencia nuclear LSU. Sin embargo, la filogenética de Polytolypa aún no está clara y espera más estudios.  La 10ª edición del Dictionary of the Fungi (2008) considera que el género pertenece a la familia Ajellomycetaceae, aunque en la entrada se indica la incertidumbre con respecto a esta clasificación; en cambio, la base de datos micológica en línea MycoBank clasifica el género en la familia Onygenaceae.

## Descripción
Las estructuras reproductoras que contienen ascus, o ascomatas, son cuerpos diminutos y esféricos, normalmente de 200-400 μm de diámetro. Empiezan siendo blancos, pero se vuelven gradualmente marrón óxido en la madurez. Los ascomatas, que pueden estar agrupados o dispersos, crecen en una capa poco profunda de «pelos» (en realidad micelios fúngicos) llamada tomento. Los ascomatas tienen «apéndices» compuestos por numerosas hélices enrolladas, a veces ramificadas, que se enrollan entre 3 y 15 veces.
Las ascosporas producidas por Polytolypa son elipsoidales, de color amarillo a amarillo anaranjado, con unas dimensiones de 2,5-5 por 3-4 μm. Vistas al microscopio óptico, sus superficies parecen lisas, pero al microscopio electrónico de barrido se revelan densamente marcadas con punciones y pequeñas proyecciones duras y afiladas. Las estructuras que producen las ascosporas se denominan ascos. En Polytolypa son numerosos, esféricos y miden 9-10 por 12-13 μm. Cada asco contiene ocho ascosporas, que se liberan cuando el asco se disuelve en la madurez. El anamorfo (forma asexual del hongo) se parece al género Chrysosporium.

## Hábitat y distribución
Polytolypa hystricis sólo se conoce en el estiércol del puercoespín norteamericano, Erethizon dorsatum. Las madrigueras de los puercoespines acumulan gruesas capas de estiércol, pelo y orina ricos en nutrientes que son degradados por una sucesión de hongos. Estos hongos son diseminados por artrópodos (como insectos) o por el propio puercoespín.

## Compuestos bioactivos
Los análisis químicos han demostrado que Polytolypa hystricis contiene una sustancia química triterpenoide única denominada politolypin, así como dos compuestos conocidos anteriormente como metabolitos de Scleroderris Canker (Gremmeniella abietina). Tanto la politolipina como uno de los compuestos identificados anteriormente tienen una actividad antifúngica «moderada» contra la especie Ascobolus furfuraceous, mientras que la politolipina por sí sola puede inhibir el crecimiento de Candida albicans.